# 1540 na arte

## Nascimentos
| Data | Nome | Profissão | Nacionalidade | Observações | Ref |
| ---- | ---- | --------- | ------------- | ----------- | --- |

## Mortes
| Data         | Nome         | Profissão         | Nacionalidade                                   | Observações | Ref         |
| ------------ | ------------ | ----------------- | ----------------------------------------------- | ----------- | ----------- |
| 24 de agosto | Parmigianino | pintor maneirista | Sacro Império Romano-Germânico (Itália - Parma) | n. 1503     |             |
| ??           | Frei Carlos  | pintor            | Portugal                                        | n. ??       | [ 1 ] [ 2 ] |